# Nematanthus fritschii
Nematanthus fritschii är en tvåhjärtbladig växtart som beskrevs av Frederico Carlos Hoehne. Nematanthus fritschii ingår i släktet Nematanthus och familjen Gesneriaceae. Inga underarter finns listade i Catalogue of Life.